# Modeste M’bami
Modeste M’bami (Yaoundé, 1982. október 9. – Le Havre, 2023. január 7.) olimpiai bajnok kameruni labdarúgó, középpályás.

## Pályafutása
A kameruni válogatott tagjaként aranyérmet nyert a 2000. évi nyári olimpiai játékokon.

## Sikerei, díjai
Kamerun
- Olimpiai játékok
  - aranyérmes: 2000, Sydney
- Konföderációs kupa
  - ezüstérmes: 2003

 Paris Saint-Germain
- Francia kupa
  - győztes (2): 2004, 2006

 Al-Ittihad
- Szaúd-arábiai kupa
  - győztes: 2013